# بیلی بانتر
ویلیام جورج بانتر یک پسر مدرسه ای خیالی است که توسط چارلز همیلتون با نام قلمی فرانک ریچاردز خلق شده است. او در داستان‌هایی که در مدرسه گریفریرز، یک مدرسه دولتی تخیلی انگلیسی در کنت، در داستان 
هفتگی پسران مگنت در سال‌های 1908 تا 1940 منتشر شد، حضور دارد. .
او در شکل چهارم پایین مدرسه گریفریرز، معروف به Remove است که اعضای آن ۱۴ تا ۱۵ سال سن دارند. زمان در داستان‌های گریفریرز منجمد شده است. اگرچه خواننده گذر فصل‌ها را می‌بیند، اما سن شخصیت‌ها تغییر نمی‌کند و در همان گروه‌های سنی می‌مانند. نقش بانتر که در اصل یک شخصیت فرعی بود، در طول سال‌ها گسترش یافت و از شیطنت‌های او در داستان‌ها استفاده شد.
ویژگی‌های تعیین‌کننده بانتر، حرص و آز ساده لوحانه، خودپسندی و ظاهر اضافه وزن اوست او از بسیاری جهات یک ضدقهرمان است. او علاوه بر شکم پرستی، لجباز، تنبل، نژادپرست، فضول، فریبکار، پر زرق و برق، و مغرور است، اما از عیب‌های خود بی‌خبر است. در ذهن خود یک مرد جوان خوش‌تیپ، با استعداد و ذاتاً اشرافی است که توسط «جانوران» نرمتن احاطه شده است. رذیلت‌های او با چندین ویژگی رستگاری جبران می‌شود، از جمله شجاعت پراکنده و کمک به دیگران. توانایی او برای سخاوتمندی در مواقع نادر رفاه. و مهم‌تر از همه عشق و علاقه واقعی او به مادرش. همه این‌ها، همراه با خوش‌بینی سرکوب‌ناپذیر بانتر، و دروغ‌گویی شفاف و خزنده او و تلاش‌های نادرست او برای پنهان کردن بداخلاقی‌هایش از استادان مدرسه و هم‌کلاسی‌هایش، با هم ترکیب می‌شوند تا شخصیت او را بسیار سرگرم‌کننده سازند.

## پیدایش
چارلز همیلتون این شخصیت را برای داستانی منتشر نشده در اواخر دهه ۱۸۹۰ اختراع کرد. او مدعی شد که بانتر از سه نفر واقعی در زندگی او سرچشمه می‌گیرد: یک ویراستار بداخلاق، یک خویشاوند کوته‌بین، و یکی دیگر از بستگانی که دائماً در تلاش بود وام بگیرد.